# I seek/Daylight
「I seek / Daylight」是嵐的第49張單曲。於2016年5月18日發行。唱片公司為J Storm。

## 概要
此單曲和前作「復活LOVE」發行相隔約3個月。同時也是「Calling/Breathless」之後，睽違3年的雙A單曲。
本單曲發行了初回限定盤1、初回限定盤2、通常盤三種盤面，初回限定盤1裡收錄了「I seek」MV和幕後花絮的DVD，初回限定盤2裡則附有收錄了「Daylight」MV和幕後花絮的DVD。另外初回限定盤1、初回限定盤2、通常盤的CD封面皆不同。初回限定盤1的封面設計強調「I seek」為主，初回限定盤2則為強調「Daylight」的封面。兩種初回限定盤裡皆附有16頁的歌詞本。

## 排行榜成績
2016年5月17日在Oricon單曲日榜裡，首日銷售賣出了40.6萬張，大幅超越前作「復活LOVE」的25.3萬張，獲得當日日榜第1名
2016年5月30日在Oricon單曲週榜裡，以首週銷售賣出了73.8萬張，獲得了第一。大幅超越前作「復活LOVE」的48.5萬張的紀錄，是繼「Calling/Breathless」之後睽違3年又2個月，首週銷量與累積銷量同時突破70萬張的作品。是嵐連續第38張，累計第45張獲得週榜第一的單曲。並且在單曲週榜「連續第一作品數」與「累計第一作品數」的排名裡，緊接在歷代第1的B'z（連續及累計皆為48作）之後，成為歷代第2。
發售次週售出了4.8萬張，在同年的6月6日Oricon單曲週榜裡，連續兩週獲得第1名。是嵐第一次連續兩週都獲得第1的單曲，也是繼Mr.Children的「HANABI」之後睽違7年又8個月，男性歌手連續兩週獲得第1的作品。

## 收錄內容

### 初回限定盤1

#### CD
1. I seek
（作詞:ASIL / 作曲:AKJ&ASIL / 編曲:石塚知生）
大野智所主演，日本電視台的日劇『談戀愛世界難』的主題歌。
歌詞描述不擅長談戀愛的男人的悲哀與窘態，只好保持樂觀向上的精神，將總是不如想像，毫無進展的每一天，開朗唱出來的戀愛歌曲。曲調由輕快的電子合成器與小號所組成，醞釀出帶有都會氣氛的樂曲，與大野在戲中所飾演的角色形象十分相符。
PV裡以家庭派對結束後的房間作為舞台，拍攝成員們在房間裡圍繞著一張桌子，像是在跳著舞一般的風貌。而真正具有舞蹈的場景則是在樂曲裡較為積極向上的部分所表現。
2. Daylight
（作詞:stereograph / Rap詞:櫻井翔 / 作曲:Simon Janlov、wonder note / 編曲:佐佐木博史）
松本潤所主演，TBS的日劇『99.9 -刑事專門律師-』的主題歌。
松本委託櫻井寫Rap詞的事Twitter成為話題。シングルA面曲としては、是繼「Face Down」之後睽違4年，A面單曲的歌詞裡寫有Rap。
歌詞及曲調為透明溫暖的旋律，是一首帶有意義的messenge song。
PV裡、以砂子做成的世界化為影片中的舞台。
2016年5月19日在富士電視台所播出的『VS嵐』，及同年5月20日朝日電視台所播出的『MUSIC STATION』裡表演此曲。前者是強調舞蹈，後者是強調歌曲的形式來演出。另外，關於舞蹈，二宮和也做出了「這次的舞步不是非常不容易嗎」這樣的評論，櫻井說「不知如何向觀看的人們傳達這件事」，相葉雅紀則回答「並不是很用力的跳著舞的感覺」。

#### DVD
- 「I seek」 短片＋幕後花絮

### 初回限定盤2

#### CD
1. Daylight
2. I seek

#### DVD
- 「Daylight」 短片＋幕後花絮

### 通常盤

#### CD
1. I seek
2. Daylight
3. 我回來了(ただいま)
（作詞:paddy / 作曲:Kehn mind / 編曲:metropolitan digital clique）
自身的arena巡迴『ARASHI “Japonism Show” in ARENA』的主題曲。
4. supersonic
（作詞:100+ / 作曲:Kevin Charge、David Fremberg、youth case / 編曲:吉岡たく）
5. I seek(Instrumental)
6. Daylight(Instrumental)
7. ただいま(Instrumental)
8. supersonic(Instrumental)